# リンガジャティ協定

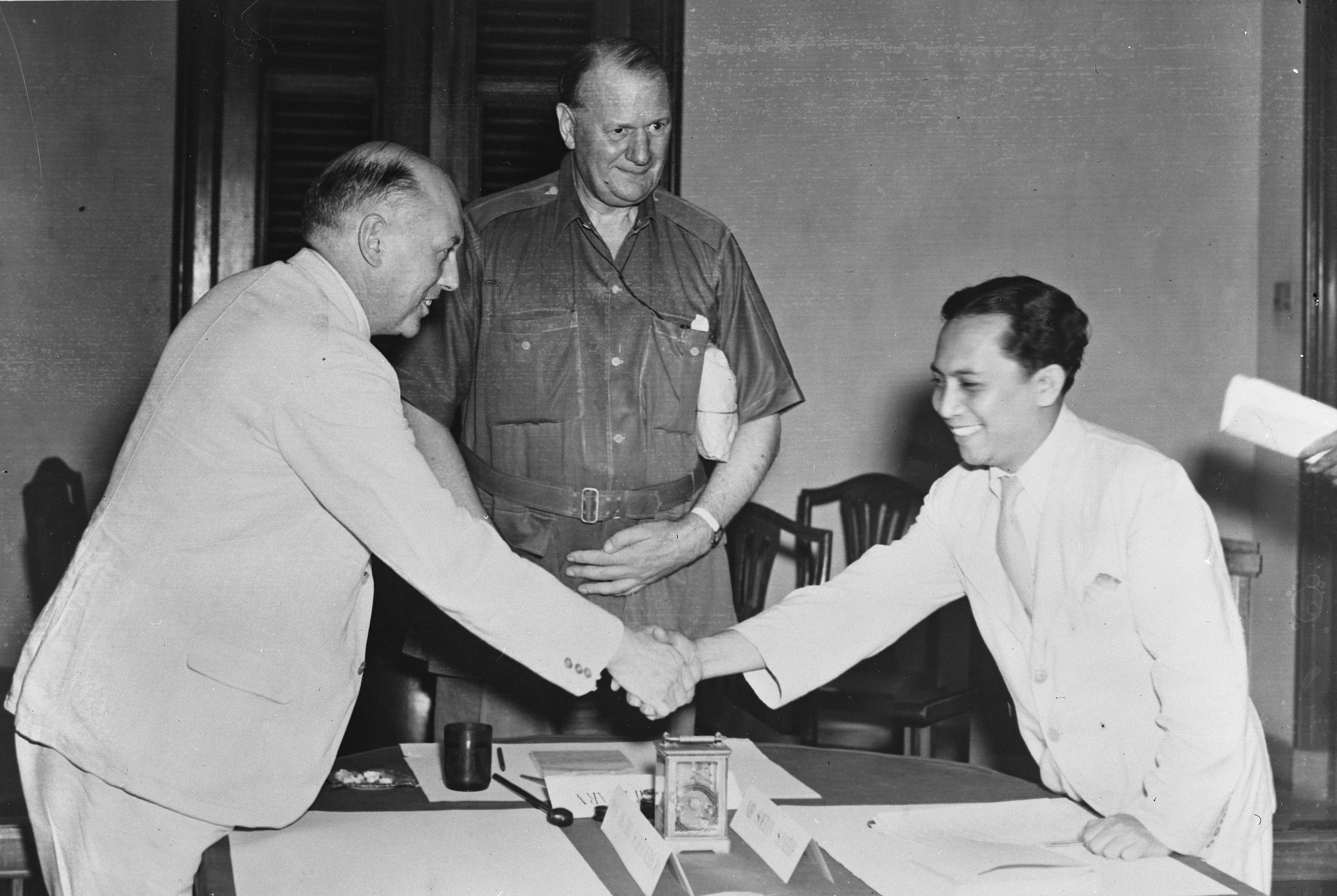
リンガジャティ協定の調印式。左から、オランダ代表・スヘルメルホルン、イギリス特使・キラーン、インドネシア共和国首相・スタン・シャフリル。

リンガジャティ協定（リンガジャティきょうてい、インドネシア語: Perundingan Linggarjati, 蘭: Overeenkomst van Linggadjati, 英: Linggadjati Agreement）は、インドネシア共和国とオランダの間で1946年11月に成立した協定。リンガルジャティ協定の名で呼ばれることも多い。
1945年8月17日、インドネシア独立宣言が示され、翌18日から22日までの間で、インドネシア共和国憲法が制定された。しかし、宗主国オランダは「インドネシア連邦共和国」の構想をもっており、ジャワ人の覇権を恐れるインドネシア地域の諸民族の支持をうけつつ、インドネシア共和国を同連邦の一部に組み込んでしまうことで勢力を維持することを狙った。
1946年11月5日、インドネシア共和国首相・スタン・シャフリルの保養地、リンガジャティでイギリス特使・キラーン、オランダ側代表・ウィレム・スヘルメルホルン前首相、シャフリル、スカルノとの間で会談がもたれ、インドネシアをオランダとインドネシア共和国とで分割統治し、2者を中心に新たな連邦制国家を樹立することで合意した。10日後の11月15日、スヘルメルホルンとシャフリルの間で協定書が仮調印された。正式な批准は翌1947年2月になってから行われた。
協定書は前文と18条からなる本文でできている。インドネシア共和国とオランダの間で結ばれたこの協定は、両勢力の思惑が反映されたもので、主要な内容は以下の通りである。
- インドネシア共和国がジャワ島・マドゥラ島・スマトラ島で実効支配を行っていることを承認。(第1条)
- 連合軍・オランダ軍占領地域は漸次共和国に編入。(第1条)
- オランダ領東インドの全版図からなるインドネシア連邦共和国の設立。(第2条)
- オランダ王国とインドネシア連邦共和国によるオランダ・インドネシア連合を設立。(第6条)
- 共和国は非インドネシア人の権利回復と財産返還請求権を認める。(第14条)

協定成立により、イギリス・インド軍は同年11月にインドネシアから完全撤退した。
反対も多かったが、当時のインドネシアの指導者であったシャフリルは多数派工作に成功し、1947年2月の国民委員会総会で承認され、翌月批准された。
オランダはこの協定を足がかりに植民地支配の復活をもくろんだ。そのため、シャフリルは支持を失い、政権は崩壊した。インドネシアとオランダの武力衝突は続いたが、インドネシア人の粘り強い抵抗もあって、1949年、オランダは正式にインドネシア独立を認めることになった。